# Manheim (Nueva York)
Manheim es un pueblo ubicado en el condado de Herkimer en el estado estadounidense de Nueva York. En el año 2000 tenía una población de 3.171 habitantes y una densidad poblacional de 42.2 personas por km².

## Geografía
Manheim se encuentra ubicado en las coordenadas 43°3′57″N 74°47′44″O / 43.06583, -74.79556.

## Demografía
Según la Oficina del Censo en 2000 los ingresos medios por hogar en la localidad eran de $31,750, y los ingresos medios por familia eran $39,032. Los hombres tenían unos ingresos medios de $28,424 frente a los $18,264 para las mujeres. La renta per cápita para la localidad era de $15,429. Alrededor del 12.7% de la población estaban por debajo del umbral de pobreza.